# Jean Baptiste Racine
Jean Baptiste Racine (ur. 21 grudnia 1639 w La Ferté-Milon, zm. 21 kwietnia 1699 w Paryżu) – francuski dramaturg, główny przedstawiciel późnobarokowego klasycyzmu. Autor przesiąkniętych pesymizmem sztuk, uważanych za mistrzowskie w przedstawianiu kobiecej psychiki.
Zaliczany do trójki wielkich francuskich dramatopisarzy XVII wieku (obok Moliera i Corneille’a). Członek Akademii Francuskiej.

## Życiorys
Racine pobierał nauki w Port-Royal, szkole jansenistów, i pod wpływem ich doktryny pozostawał z przerwami przez całe życie. Planował początkowo karierę duchowną, lecz bez sukcesu, zdecydował się więc poświęcić twórczości literackiej. W 1660 zwrócił na siebie uwagę Ludwika XIV odą pt. La nymphe de la Seine napisaną z okazji królewskiego ślubu. Jego sztuki wystawiane były w początkowym okresie przez trupę Moliera, lecz wkrótce Racine związał się z teatrem Hôtel de Bourgogne. Dzięki poparciu królewskiemu, zrobił na dworze szybką karierę (został m.in. królewskim dworzaninem oraz oficjalnym historiografem).
Autor tragedii opartych na motywach klasycznych (mitologicznych i historycznych): Andromacha (1667), Fedra (1677), Ifigenia (1674), La Thébaїde (Tebaida, 1664), Berenika (1670), Bajazet (1872), Brytanik (1669); biblijnych: Estera (1689), Atalia (1691) oraz jedynej satyrycznej komedii Pieniacze (Les Plaideurs, 1668) – według komedii Osy Arystofanesa.

## Twórczość
Uznawany za jednego z największych tragików wszech czasów. Jego sztuki, przeniknięte pesymizmem, zawierają wnikliwą analizę ludzkich namiętności. Malował w swych utworach głębokie psychologicznie sylwetki kobiet (role w dramatach Racine’a należą do najważniejszych i najbardziej wymagających dla aktorek tragicznych).